# Russian Winter 2010
Russian Winter 2010 – halowy mityng lekkoatletyczny, który odbył się 7 lutego w stolicy Rosji – Moskwie. 
Rosjanin Wiaczesław Szabunin, który zajął 9. miejsce w biegu na 3000 metrów ustanowił halowy rekord świata 40-latków – 8:01,44.

## Rezultaty
| NR - rekord kraju \| WL - najlepszy tegoroczny wynik na listach światowych \| PB - rekord życiowy \| SB - najlepszy wynik w sezonie |

### Mężczyźni
| Konkurencja               | 1. miejsce        | 1. miejsce       | 2. miejsce        | 2. miejsce    | 3. miejsce                 | 3. miejsce    |
| ------------------------- | ----------------- | ---------------- | ----------------- | ------------- | -------------------------- | ------------- |
| Bieg na 60 m              | Mark Jelks        | 6,64             | Olusoji Fasuba    | 6,67          | Peter Emelieze             | 6,69 SB       |
| Bieg na 400 m             | Greg Nixon        | 46,72 SB         | Dmitrij Buriak    | 46,83 PB      | Rabah Yusif                | 46,97 NR PB   |
| Bieg na 600 m             | Jurij Borzakowski | 1:16,02 WL NR PB | Ahmad Ismail      | 1:16,12 NR PB | Vitalij Kozlov             | 1:17,20 NR PB |
| Bieg na 3000 m            | Juan van Deventer | 7:49,91 NR PB    | Jonas Cheruiyot   | 7:52,87 SB    | Siergiej Iwanow            | 7:53,62 SB    |
| Bieg na 60 m przez płotki | Jewgienij Borisow | 7,65 SB          | Maksim Łynsza     | 7,77 SB       | Konstantin Szabanow        | 7,79 SB       |
| Skok wzwyż                | Iwan Uchow        | 2,32             | Aleksandr Szustow | 2,32 PB       | Andriej Silnow Dusty Jonas | 2,25 SB 2,25  |
| Skok w dal                | Andrij Makarczew  | 8,04 PB          | Luis Felipe Méliz | 7,99 SB       | Aleksandr Mieńkow          | 7,95 PB       |

### Kobiety
| Konkurencja               | 1. miejsce           | 1. miejsce    | 2. miejsce               | 2. miejsce | 3. miejsce           | 3. miejsce |
| ------------------------- | -------------------- | ------------- | ------------------------ | ---------- | -------------------- | ---------- |
| Bieg na 60 m              | Julija Kacura        | 7,20 PB       | Jewgienija Polakowa      | 7,24 SB    | Marija Bolikowa      | 7,29 SB    |
| Bieg na 200 m             | Jelena Bolsun        | 23,87 SB      | Jekatierina Woronienkowa | 23,93      | Natalia Iwanowa      | 23,96 SB   |
| Bieg na 400 m             | Daria Safonowa       | 51,90 SB      | Tatiana Firowa           | 52,09 SB   | Debbie Dunn          | 8:42.15 PB |
| Sztafeta 800 m            | Maria Sawinowa       | 1:59,23 WL SB | Jennifer Meadows         | 2:00,71 SB | Jewgienija Zinurowa  | 2:00,98 PB |
| Bieg na 60 m przez płotki | Tatiana Diektiariowa | 7,94 PB       | LoLo Jones               | 8,02       | Aleksandra Antonowa  | 8,10 SB    |
| Skok o tyczce             | Jelena Isinbajewa    | 4,85 WL SB    | Julia Gołubczikowa       | 4,70 SB    | Swietłana Fieofanowa | 4,60 SB    |
| Skok w dal                | Daria Kliszyna       | 6,87 WL PB    | Olga Kuczerenko          | 6,71       | Anna Nazarowa        | 6,67       |

## Rekordy
Podczas mityngu ustanowiono 6 krajowych rekordów w kategorii seniorów:
| Zawodnik           | Reprezentacja     | Konkurencja    | Rezultat |
| ------------------ | ----------------- | -------------- | -------- |
| Rabah Yusif        | Sudan             | bieg na 400 m  | 46,97    |
| Jurij Borzakowski  | Rosja             | bieg na 600 m  | 1:16,02  |
| Ahmad Ismail       | Sudan             | bieg na 600 m  | 1:16,12  |
| Vitalij Kozlov     | Litwa             | bieg na 600 m  | 1:17,20  |
| Juan van Deventer  | Południowa Afryka | bieg na 3000 m | 7:49,91  |
| Anastazja Szwedowa | Białoruś          | skok o tyczce  | 4,40     |